# Palante
Palante és un municipi francès situat al departament de l'Alt Saona i a la regió de Borgonya - Franc Comtat. L'any 2007 tenia 172 habitants.

## Demografia

### Població
El 2007 la població de fet de Palante era de 172 persones. Hi havia 62 famílies, de les quals 8 eren unipersonals (8 dones vivint soles i 8 dones vivint soles), 27 parelles sense fills i 27 parelles amb fills.
La població ha evolucionat segons el següent gràfic:
Habitants censats

### Habitatges
El 2007 hi havia 74 habitatges, 66 eren l'habitatge principal de la família, 4 eren segones residències i 5 estaven desocupats. 71 eren cases i 3 eren apartaments. Dels 66 habitatges principals, 60 estaven ocupats pels seus propietaris, 4 estaven llogats i ocupats pels llogaters i 2 estaven cedits a títol gratuït; 1 tenia una cambra, 2 en tenien dues, 8 en tenien tres, 15 en tenien quatre i 41 en tenien cinc o més. 49 habitatges disposaven pel capbaix d'una plaça de pàrquing. A 22 habitatges hi havia un automòbil i a 40 n'hi havia dos o més.

### Piràmide de població
La piràmide de població per edats i sexe el 2009 era:
| Homes | Edats   | Dones |
| ----- | ------- | ----- |
| 0     | 95 o +  | 0     |
| 0     | 90 a 94 | 0     |
| 0     | 85 a 89 | 0     |
| 0     | 80 a 84 | 0     |
| 0     | 75 a 79 | 0     |
| 4     | 70 a 74 | 0     |
| 4     | 65 a 69 | 8     |
| 4     | 60 a 64 | 0     |
| 4     | 55 a 59 | 8     |
| 16    | 50 a 54 | 4     |
| 4     | 45 a 49 | 4     |
| 4     | 40 a 44 | 16    |
| 8     | 35 a 39 | 0     |
| 4     | 30 a 34 | 4     |
| 4     | 25 a 29 | 0     |
| 4     | 20 a 24 | 0     |
| 12    | 15 a 19 | 0     |
| 4     | 10 a 14 | 20    |
| 0     | 5 a 9   | 0     |
| 0     | 0 a 4   | 0     |

## Economia
El 2007 la població en edat de treballar era de 129 persones, 85 eren actives i 44 eren inactives. De les 85 persones actives 70 estaven ocupades (41 homes i 29 dones) i 15 estaven aturades (6 homes i 9 dones). De les 44 persones inactives 18 estaven jubilades, 11 estaven estudiant i 15 estaven classificades com a «altres inactius».

### Ingressos
El 2009 a Palante hi havia 69 unitats fiscals que integraven 184 persones, la mediana anual d'ingressos fiscals per persona era de 17.657 €.

### Activitats econòmiques
Dels 6 establiments que hi havia el 2007, 1 era d'una empresa extractiva, 3 d'empreses de construcció i 2 d'empreses de serveis.
Dels 2 establiments de servei als particulars que hi havia el 2009, 1 era un paleta i 1 electricista.
L'any 2000 a Palante hi havia 6 explotacions agrícoles que ocupaven un total de 210 hectàrees.

## Poblacions més properes
El següent diagrama mostra les poblacions més properes.